# Enterprise (banda sonora)
Enterprise es la banda sonora de la primera temporada de Star Trek: Enterprise. Incluye la canción de los créditos iniciales Where My Heart Will Take Me", interpretada por Russell Watson, junto a piezas instrumentales compuestas por Dennis McCarthy.

## Antecedentes
El primer trabajo de McCarthy para Star Trek fue componer la música del primer episodio de Star Trek: La Nueva Generación, "Encuentro en Farpoint". Continuó su trabajo en esa y otras series de Star Trek, además de en la película Star Trek: Generations. Ganó un premio Emmy por el tema principal de Star Trek: Espacio Profundo 9. Con respecto a Star Trek: Enterprise, grabó con una orquesta la música para el episodio piloto "Flecha Rota" durante el 10 y el 11 de septiembre de 2001. A raíz de los ataques del 11 de septiembre se le ofreció posponer la grabación, pero los músicos y él decidieron continuar con lo que McCarthy más tarde describió como "la sesión de grabación más dura de mi carrera"
Se rumoreó que Jerry Goldsmith sería el compositor del tema principal de Enterprise, lo que fue desmentido más tarde por la web oficial del compositor. El productor ejecutivo de la serie, Rick Berman, explicó que estarían buscando "un tipo de música más contemporáneo".

## Estreno
El álbum se lanzó en los Estados Unidos el 14 de mayo de 2002, a través de Decca Records. El disco consistía en un "Enhanced CD", que incluía el vídeo musical del tema principal de la serie: "Where My Heart Will Take Me".
El disco incluía dos versiones del tema principal de Star Trek: Enterprise, "Where My Heart Will Take Me" ("Donde el corazón me lleve"), anteriormente titulado "Faith Of The Heart" ("Fe de corazón"). La canción fue escrita por Diane Warren e interpretada por Russell Watson. Una versión de la canción, que había sido regrabada para el álbum de Watson, Encore apareció junto a la versión que acompañaba a los créditos de apertura de la serie televisiva. Las pistas restantes en el álbum eran música instrumental compuesta por McCarthy para el episodio piloto de Enterprise, "Broken Bow".

## Recepción
En su revisión para Allmusic, Neil Shurley dijo que "Where My Heart Will Take Me" sonaba mejor en el disco que como cabecera de la serie, pero que no casaba con la obra de McCarthy, cuyo trabajo describió como un "tapiz orquestal". En general afirmó que " sin ser nada espectacular, Enterprise es una aportación representativa y digna al canon musical de Star Trek".

## Pistas
1. Where My Heart Will Take Me (Versión para el disco)
2. New Enterprise (Un nuevo Enterprise)
3. Klingon Chase - Shotgunned (Persecución klingon - Disparado)
4. Enterprise First Flight (Primer vuelo del Enterprise)
5. Klang-Napped (Klang dormido)
6. Morph-O-Mama-Suli-Nabbed (Echa el guante a Sulimamámorfa)
7. Phaser Fight (Tiroteo de fásers)
8. Breakthrough (Ruptura)
9. Grappled (Enganchado)
10. The Rescue(El Rescate)
11. Temporal Battle (Batalla temporal)
12. Blood Work (Trabajo sangriento)
13. New Horizons (Nuevos horizontes)
14. Archer's Theme (Tema del Capitán Archer)
15. Where My Heart Will Take Me (Versión de televisión)